# Dario Knežević
Dario Knežević est un footballeur international croate né le 20 avril 1982 à Rijeka.

## Palmarès
- Vainqueur de la Coupe de Croatie en 2005, 2006 et 2014 avec HNK Rijeka.